# Municipalità locale di Mutale
La municipalità locale di Mutale (in inglese Mutale Local Municipality) è stata una municipalità locale del Sudafrica appartenente alla municipalità distrettuale di Vhembe, nella provincia del Limpopo.
Nel 2016 è stata soppressa e accorpata alla municipalità locale di Musina.
Il suo territorio si estendeva su una superficie di 2.345 km² ed era suddiviso in 11 circoscrizioni elettorali (wards). Il suo codice di distretto era LIM342.
La municipalità prendeva il nome dal fiume Mutale, affluente del fiume Limpopo. Le risorse minerali più importanti erano: oro, diamanti, nichel, carbone e magnesio.
La miniera di carbone di Tshikondeni è una delle più importanti della regione.

## Geografia fisica

### Confini
La municipalità locale di Mutale confinava a sudest e a sud con quella di Thulamela, a sud ovest con quella di Makado, a ovest con quella di Musina e a nord ed est con l'Area della Gestione del Distretto LIMDMA33.

### Città e comuni
- Khakhu
- Makuya
- Manenzhe
- Masisi
- Moletele
- Mphaphuli
- Rambada
- Thengwe
- Tshikondeni Mine
- Tshikundamalema

### Fiumi
- Luvuvhu
- Mbodi
- Mutale
- Nwanedzi

### Dighe
- Luphephe Dam
- Nwanedzi Dam